# Кре Волан
Кре Волан (фр. Crest-Voland) насеље је и општина у источној Француској у региону Рона-Алпи, у департману Савоја која припада префектури Албервил.
По подацима из 2011. године у општини је живело 390 становника, а густина насељености је износила 39,16 становника/km². Општина се простире на површини од 9,96 km². Налази се на средњој надморској висини од 1230 метара (максималној 1691 m, а минималној 680 m).

## Демографија
| 1962. | 1968. | 1975. | 1982. | 1990. | 1999. | 2011. |
| ----- | ----- | ----- | ----- | ----- | ----- | ----- |
| 232   | 264   | 282   | 310   | 395   | 418   | 390   |

График промене броја становника у току последњих година